# Punastrandpipare
Punastrandpipare (Anarhynchus alticola) är en sydamerikansk fågel i familjen pipare inom ordningen vadarfåglar.

## Utseende
Punastrandpiparen är en 16,5–17,5 cm lång kompakt pipare med svarta ben och svart näbb. Ansiktet är vitt och den vita pannan avgränsad av ett svart band i pannan som flyter ihop med en svart fläck på sidan av bröstet genom ett tunt svart streck bakom ögat. Den är vidare kastanjebrun på det mesta av hjässan och i nacken samt i ett band över bröstet. Honan är mer färglös, ofta med ett gråaktigt bröstband, bruna fläckar i svarta områden och en tendens till ett ljust ögonbrynsstreck. Utanför häckningstid tappar den ibland det svarta och kastanjebruna, medan bröstfläcken är otydlig. Ungfågeln saknar svart och kastanjebrunt helt, liksom bröstfläcken, och bröstbandet är mycket svagt.

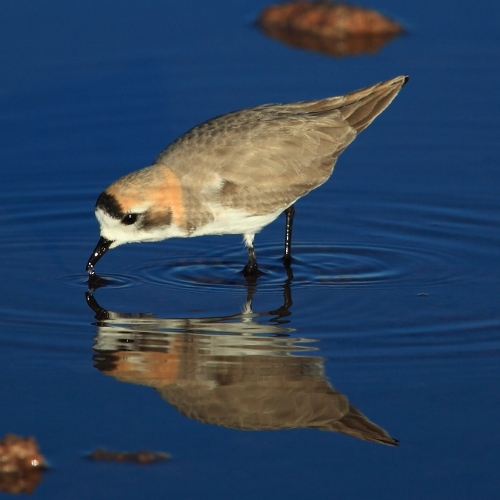

## Läte
Arten är relativt tystlåten. Det oftast hörda lätet är ett kort och betonat "pit" som upprepas när den är upprörd. Det förmodade spellätet består av en upprepning av två toner följt av en drill "pit-pit-krrrrrt... pit-pit-krrrrrt...".

## Utbredning och systematik
Punastrandpiparen häckar i Anderna från Peru till nordvästra Argentina och norra Chile. Den är troligen mestadels stannfågel, men åtminstone en del fåglar rör sig ner till Stillahavskusten varifrån den rapporterats från Ica och Tacna i södra Peru samt i allra nordligaste Chile, framför allt maj–oktober. Den behandlas som monotypisk, det vill säga att den inte delas in i några underarter.

### Släktestillgörighet
Punastrandpiparen placeras traditionellt, liksom de flesta pipare, i det stora släktet Charadrius. Flera genetiska studier har dock visat att arterna i släktet inte är varandras närmaste släktingar. Istället är en stor grupp strandpipare, däribland punastrandpipare, närmare släkt med vipor i Vanellus och andra udda pipare som australiska inlandspiparen (Peltohyas australis) och arten snednäbb i Nya Zeeland (Anarhynchus frontalis) än med typarten för släktet större strandpipare.  Tongivande Clements m.fl. implementerade 2023 dessa resultat i sin systematik, vilket medfört att denna grupp lyfts ur Charadrius och istället förenats med snednäbben i släktet Anarhynchus. Inom gruppen står punastrandpiparen närmast patagonienpiparen, på lite längre avstånd artparet tjocknäbbad strandpipare och svartkronad strandpipare. 

## Levnadssätt
Punastrandpiparen hittas på högt belägna platåer, mestadels på 3000–4500 meters höjd, men även ner till 2400 meter och i Chile upp till 5000 meter. Den trivs i områden med vida lerslätter som delvis översvämmad och hårt betad gräsmark runt salt- och sötvattenssjöar. Mycket lite är känt om dess föda, men små kräftdjur har noteras. Utanför häckningstid födosöker den i lösa grupper.

### Häckning
Punastrandpiparen lägger sina ägg i september–oktober, i Argentina sällsynt även i januari. Boet placeras på kortväxt tillplattat gräs. där lägger den två till fyra sandbruna ägg med små lila och svarta fläckar och streck.

## Status
Artens populationstrend är okänd, men utbredningsområdet är relativt stort. Internationella naturvårdsunionen IUCN anser inte att den är hotad och placerar den därför i kategorin livskraftig. Världspopulationen uppskattas till endast mellan 4 000 och 7 000 adulta individer.

## Namn
Puna är en naturtyp med bergsslätter och ödemarker i de centrala delarna av Anderna i Sydamerika.